# Mughiphantes variabilis
Mughiphantes variabilis är en spindelart som först beskrevs av Kulczynski 1887.  Mughiphantes variabilis ingår i släktet Mughiphantes och familjen täckvävarspindlar. Inga underarter finns listade i Catalogue of Life.